# Concordia (Antioquia)
Pour les articles homonymes, voir Concordia.
Concordia est une municipalité située dans le département d'Antioquia, en Colombie.